# Heyl Ha'Avir

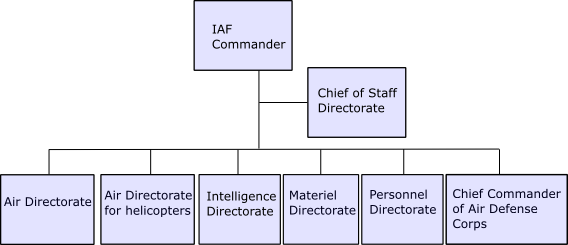
La struttura di comando della Hey'l Ha'avir

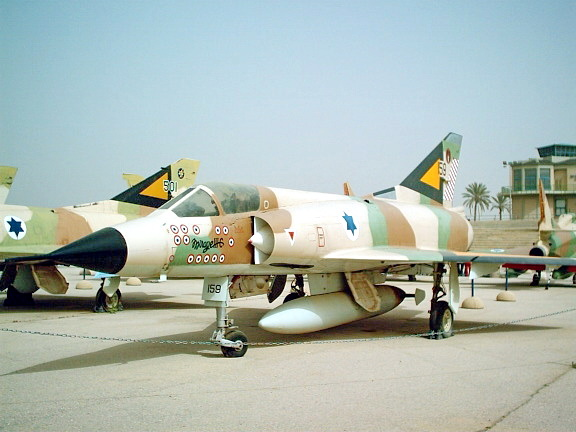
Un Mirage IIIC israeliano.

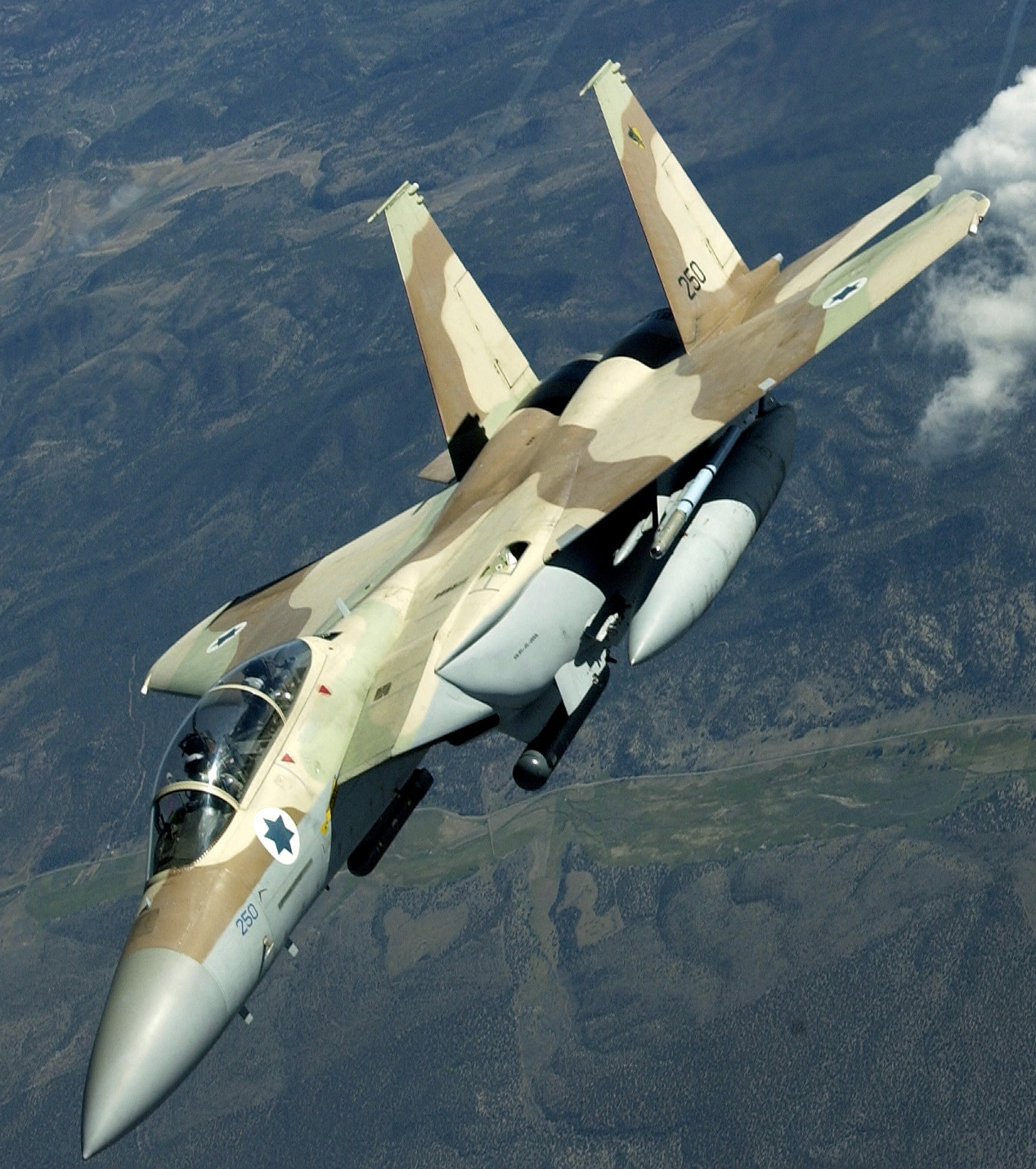
McDonnell Douglas F-15 Ra'am

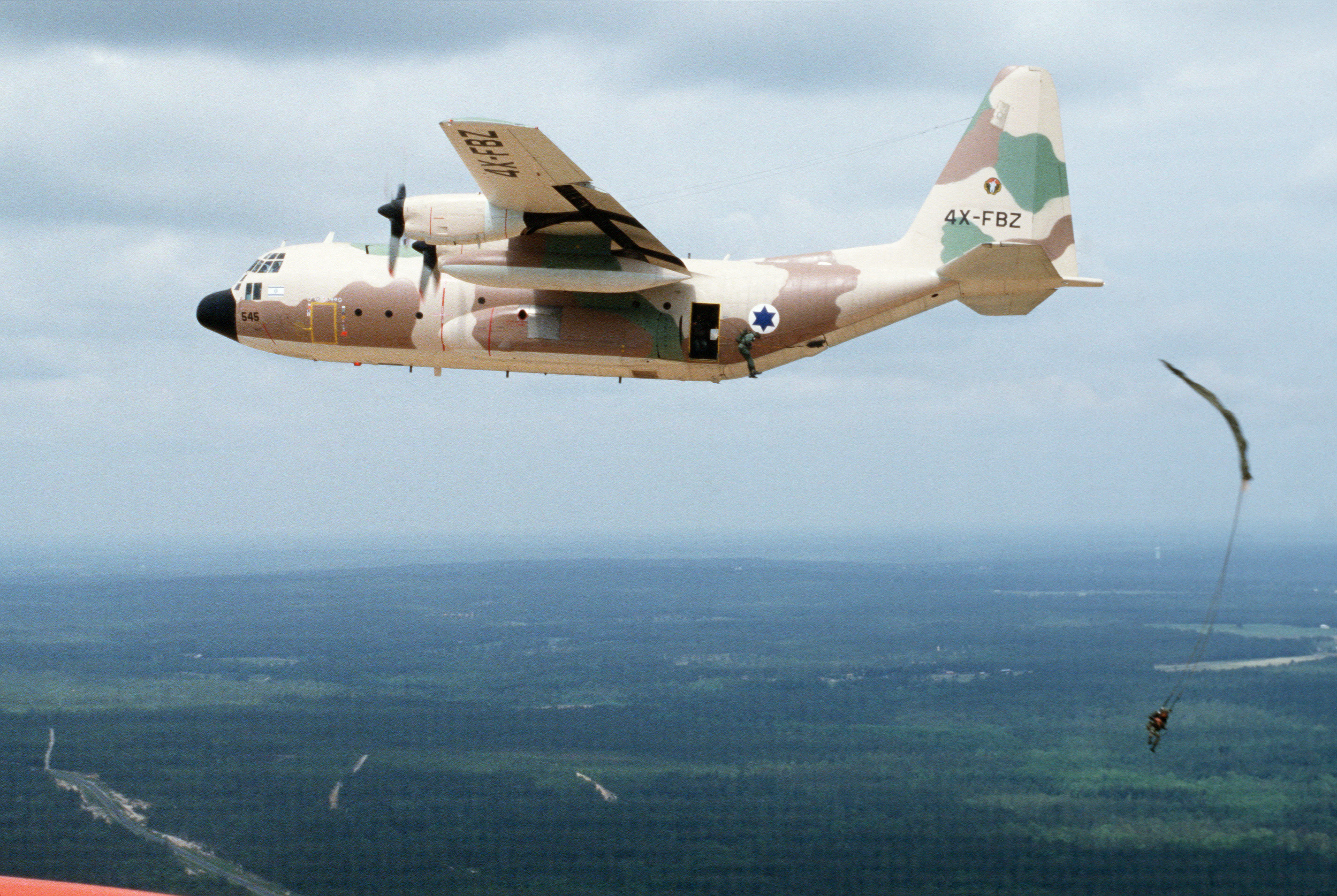
C-130 Israeliano

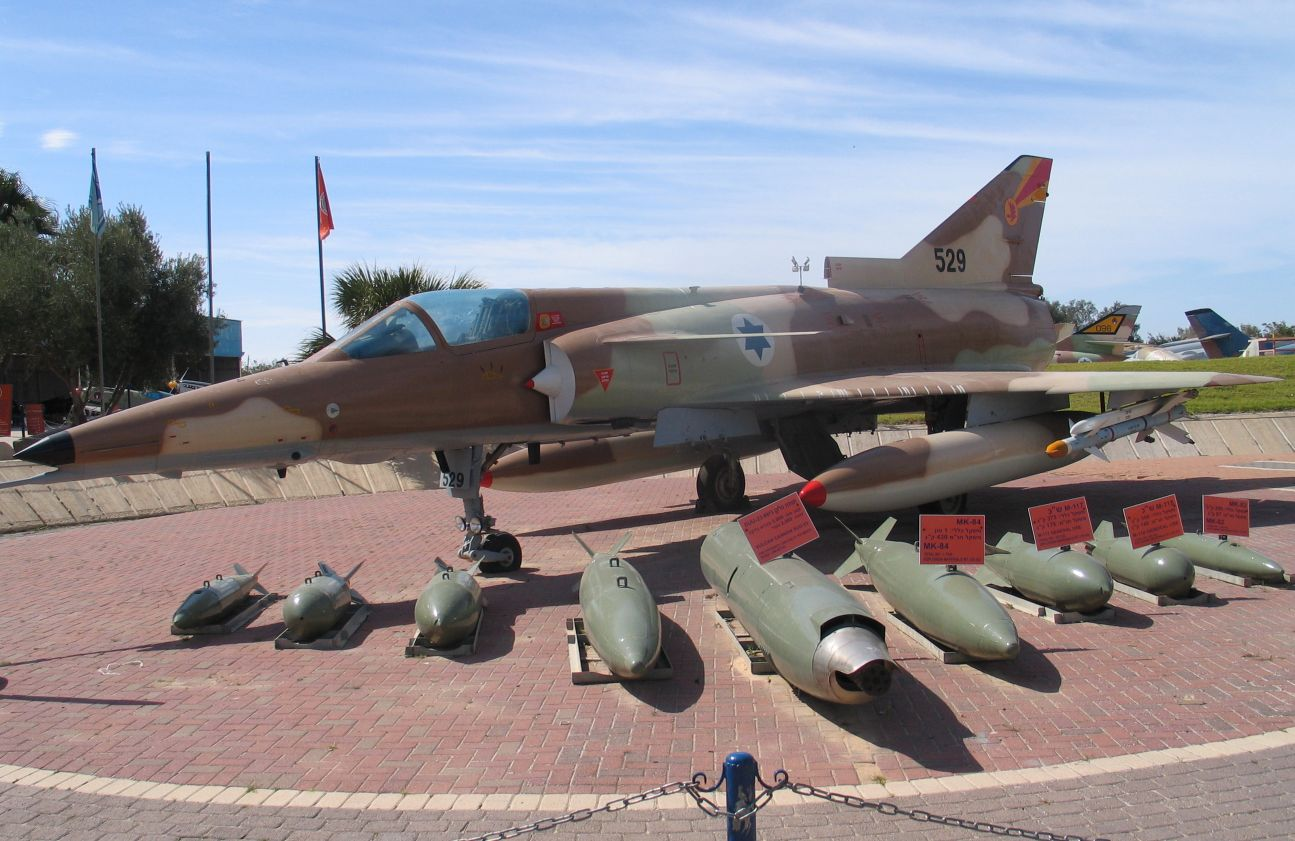
IAI Kfir

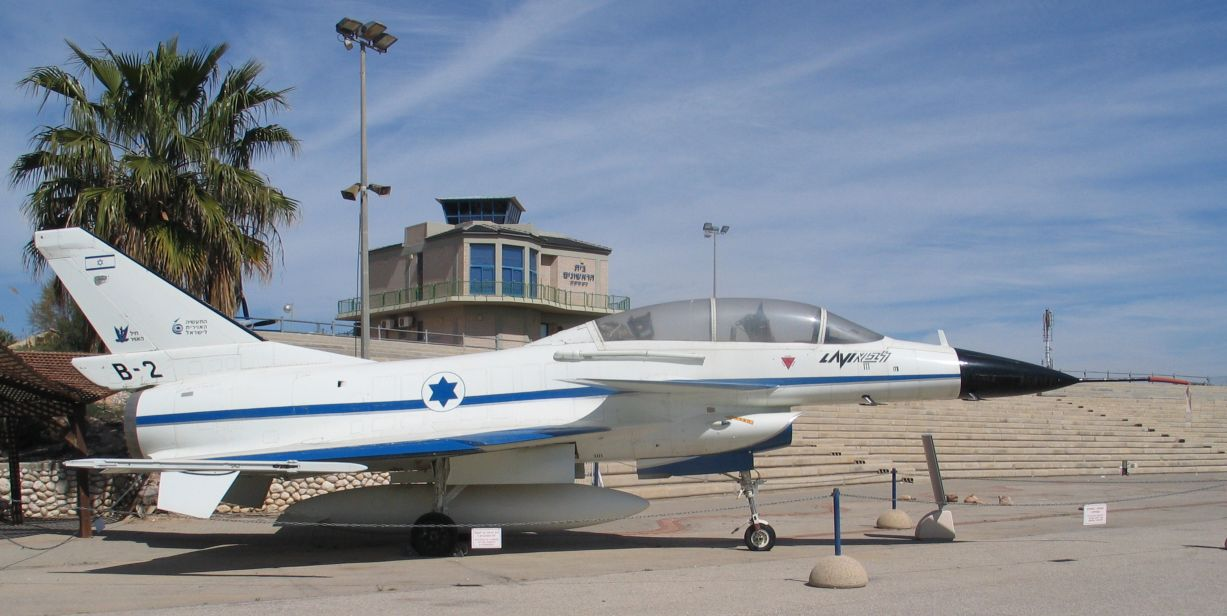
IAI Lavi B-2 (prototipo)

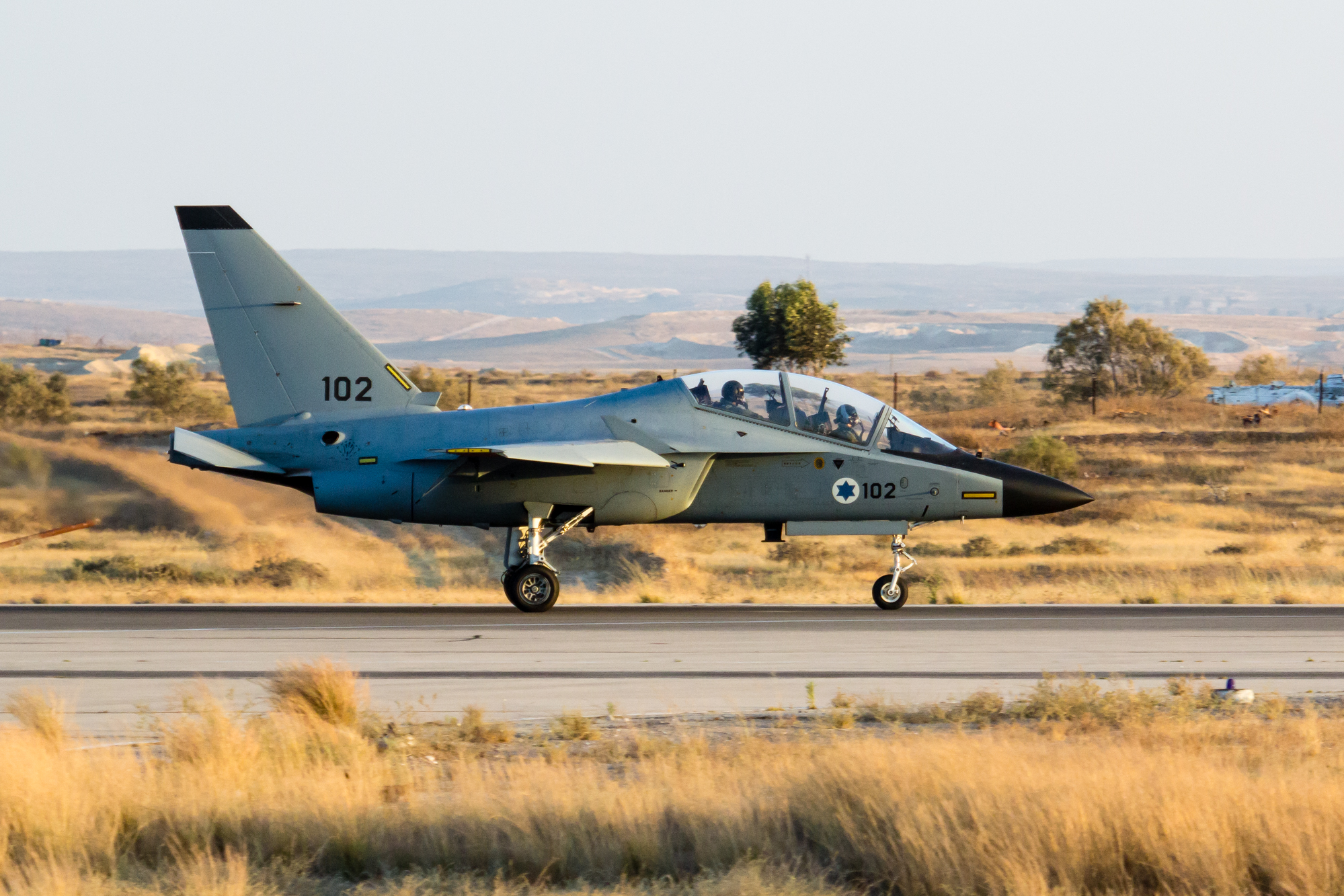
Alenia Aermacchi M-346 Master Lavi

La Heyl Ha'Avir (in ebraico: חיל האוויר, spesso abbreviata in IAF da Israeli Air Force) è l'aeronautica militare dello Stato di Israele e parte integrante delle forze di difesa israeliane (IDF).

## Organizzazione
Molto efficiente, secondo i dati del 2008 l'aviazione israeliana può contare su oltre 300 aerei da combattimento, più di 40 aerei da trasporto e oltre 300 elicotteri (tra cui quelli d'assalto, Apache). La difesa antiaerea comprende un centinaio di batterie missilistiche (a lunga e media gittata).
Con un inventario complessivo di circa 1.180 mezzi aerei, è l'aviazione più potente nel Vicino Oriente.
Il suo attuale comandante in capo è il maggior generale Amir Eshel.

## Comandanti della IAF
- Yisrael Amir (maggio 1948 - luglio 1948)
- Aharon Remez (luglio 1948 - dicembre 1950)
- Shlomo Shamir (dicembre 1950 - agosto 1951)
- Hayim Laskov (agosto 1951 - maggio 1953)
- Dan Tolkovsky (maggio 1953 - luglio 1958)
- Ezer Weizman (luglio 1958 - aprile 1966)
- Mordechai Hod (aprile 1966 - maggio 1973)
- Binyamin Peled (maggio 1973 - ottobre 1977)
- David Ivri (ottobre 1977 - dicembre 1982)
- Amos Lapidot (dicembre 1982 - settembre 1987)
- Avihu Ben-Nun (settembre 1987 - gennaio 1992)
- Herzl Bodinger (gennaio 1992 - luglio 1996)
- Eitan Ben Eliyahu (luglio 1996 - aprile 2000)
- Dan Halutz (aprile 2000 - aprile 2004)
- Elyezer Shkedy (aprile 2004 - maggio 2008)
- Ido Nehoshtan (maggio 2008 - maggio 2012)
- Amir Eshel (maggio 2012 - oggi)

## Aeromobili in uso
Sezione aggiornata annualmente in base al World Air Force di Flightglobal del corrente anno. Tale dossier non contempla UAV, aerei da trasporto VIP ed eventuali incidenti accorsi durante l'anno della sua pubblicazione. Modifiche giornaliere o mensili che potrebbero portare a discordanze nel tipo di modelli in servizio e nel loro numero rispetto a WAF, vengono apportate in base a siti specializzati, periodici mensili e bimestrali. Tali modifiche vengono apportate onde rendere quanto più aggiornata la tabella.
| Aeromobile                            | Origine     | Tipo                                                                | Versione (denominazione locale)                  | In servizio (2024) | Note | Immagine |
| Aerei da combattimento                |             |                                                                     |                                                  |                    | |          |
| McDonnell Douglas F-15 Eagle          | Stati Uniti | Caccia intercettoreconversione operativa                            | F-15A/C "Baz 2000"F-15B/D "Baz 2000"             | 62                 | 2 F-15A e 2 biposto F-15B consegnati nel 1976, che vennero usati per test, addestramento e valutazione in attesa del completamento dell'intero ordine. Altri 19 F-15A e 2 biposto F-15B furono consegnati nel 1978. 18 F-15C e 8 biposto F-15D furono consegnati nel periodo 1982-1983. 12 F-15A e 1 biposto F-15B ex Louisiana Air National Guard furono donati dagli Stati Uniti come ringraziamento per il non intervento di Israele nell'operazione Desert Storm, dopo il lancio di missili Scud da parte di Saddam Hussein. In totale sono stati consegnati 51 tra F-15A e F-15C, e 18 tra F-15B e F-15D. Una cinquantina di aerei delle varie versioni è stata sottoposta ad un upgrade denominato "Baz 2000" che comprende strumentazione digitale, radar AESA, serbatoi conformi e nuovi armamenti che li rende simili agli F-15I "Ra'am". |          |
| McDonnell Douglas F-15E Strike Eagle  | Stati Uniti | cacciabombardiere                                                   | F-15I "Ra'am"F-15IA                              | 250                | 25 F-15I consegnati. Ordine per 25 F-15IA (più 25 in opzione), designazione locale del nuovo F-15EX, annunciato da boeing ad aprile 2023 è stato ufficializzato il 7 novembre 2024,ed aggiornamento dei venticinque F-15I allo stesso standard. |          |
| General Dynamics F-16 Fighting Falcon | Stati Uniti | Caccia multiruolo conversione operativacacciabombardiere multiruolo | F-16D "Barak 2"F-16I "Sufa"                      | 4797               | 81 F-16C e 54 F-16D consegnati. Dei 101 F-16I consegnati, un esemplare è andato perso nel sud durante una missione di addestramento il 10 novembre 2010. Un F-16I Sufa è precipitato il 7 ottobre 2016 mentre rientrava da una missione di addestramento. Un F-16I è stato colpito sulla Siria il 10 febbraio 2018, precipitando in Israele. |          |
| Lockheed Martin F-35 Lightning II     | Stati Uniti | cacciabombardiere                                                   | F-35I "Adir"                                     | 39                 | 33 ordinati in due lotti, uno da 19 aerei nel 2010, uno da 14 aerei nel 2014. Un'opzione di 17 aerei del 2014 è stata trasformata in ordine a novembre 2016, portando a 50 il numero di esemplari ordinati. Il 4 giugno 2024, il Governo israeliano ha ordinato ulteriori 25 F-35I che porterà a 75 il numero degli esemplari da consegnare. |          |
| Aerei per impieghi speciali           |             |                                                                     |                                                  |                    | |          |
| Gulfstream 550 Nachshon               | Israele     | AEWSIGINT AEW                                                       | G550 "Eitam"G500 "Shavit"G550 "Oron"             | 231                | 2 G550 CAEW Eitam e 2 G550 Shavit SIGINT consegnati. Un ulteriore G550 Oron che combina sia capacità AWACS, sia quelle SIGINT, consegnato il 4 aprile 2021. |          |
| RC-12D/K Cuckia                       | Stati Uniti | Aereo da ricognizione                                               | RC-12D/K "Cuckia"                                | 13                 | 18 tra RC-12D/K consegnati. |          |
| Aerei per rifornimento in volo        |             |                                                                     |                                                  |                    | |          |
| Boeing KC-707                         | Stati Uniti | rifornimento in volo                                                | KC-707A "Re'em"                                  | 7                  | 8 consegnati a partire 1973. |          |
| Lockheed KC-130 Hercules              | Stati Uniti | rifornimento in volo                                                | KC-130H "Qarnaf"                                 | 4                  | 4 KC-130H consegnati a partire 1973. |          |
| Boeing KC-46 Pegasus                  | Stati Uniti | rifornimento in volo                                                | KC-46A                                           | 0                  | 4 KC-46A ordinati a fine dicembre 2021. |          |
| Aerei da trasporto                    |             |                                                                     |                                                  |                    | |          |
| Boeing 767                            | Stati Uniti | aereo da trasporto VIP                                              | B767-338(ER)                                     | 1                  | 1 esemplare acquisito nel settembre 2017 e denominato "כנף ציון / Wing of Zion". |          |
| Lockheed C-130 Hercules               | Stati Uniti | aereo da trasporto                                                  | C-130E/H "Qarnaf"                                | 1                  | 22 tra C-130E e C-130H consegnati. |          |
| Lockheed Martin C-130J Super Hercules | Stati Uniti | aereo da trasporto                                                  | C-130J-30 "Shimshon"                             | 9                  | 9 C-130J-30 ordinati nel 2008 e consegnati tra il 2014 ed il dicembre 2018. |          |
| Aerei da addestramento                |             |                                                                     |                                                  |                    | |          |
| Alenia Aermacchi M-346 Master         | Italia      | aereo da addestramento                                              | M-346A "Lavi"                                    | 30                 | 30 ordinati. I primi esemplari sono stati forniti nel 2014, il resto della fornitura tra il 2014 e gli inizi di giugno 2016. |          |
| Grob G 120                            | Germania    | aereo da addestramento basico                                       | G 120A-1 "Snunit"                                | 16                 | 17 G-120A-1 consegnati dal 2002, uno perso il 24 novembre 2020. |          |
| Raytheon T-6 Texan II                 | Stati Uniti | aereo da addestramento intermedio                                   | T-6A "Efroni"                                    | 20                 | 20 T-6A consegnati a partire dal 14 luglio 2009. |          |
| Beech 200 Tzufit                      | Stati Uniti | aereo da addestramento                                              | B200 "Tzufit"                                    | 2                  | 2 B200 consegnati. |          |
| Elicotteri                            |             |                                                                     |                                                  |                    | |          |
| Boeing AH-64 Apache                   | Stati Uniti | Elicottero d'attacco                                                | AH-64A "Peten"AH-64D "Saraph"                    | 2617               | 48 tra AH-64A ed AH-64D consegnati. |          |
| Aérospatiale AS565 Panther            | Francia     | SAR                                                                 | AS 565MA "Atalef" ("Pipistrello")                | 4                  | Uno dei 5 AS 565MA consegnati. Un esemplare è stato perso il 3 gennaio 2022. |          |
| Bell OH-58D Kiowa Warrior             | Stati Uniti | elicottero da osservazione                                          | OH-58D Kiowa Warrior                             | 18                 | 18 OH-58D consegnati. |          |
| Sikorsky S-70 Black Hawk              | Stati Uniti | elicottero da trasportoASW                                          | S-70A "Yanshuf" UH-60A "Yanshuf"SH-60F "Yanshuf" | 500                | 48 S-70A consegnati. 8 SH-60F ex US Navy ordinati nel 2015, la cui consegna è stata ritardata al 2022, a causa del ritardo dovuto all'aumento dei costi per la costruzione delle corvette Sa'ar 6 della Heil HaYam HaYisraeli, la Marina militare israeliana. |          |
| Sikorsky CH-53 Sea Stallion           | Stati Uniti | elicottero da trasporto pesante                                     | CH-53D "Yas'ur 2000"                             | 19                 | 40 CH-53D consegnati tra il 1968 e il 1975. Uno dei 20 esemplari in servizio al novembre 2019, è stato perso il 27 dello stesso mese. 5 CH-53 non volanti acquistati dagli Stati Uniti, saranno utilizzati come fonti per pezzi di ricambio per l'elicottero da trasporto Yasur. |          |
| Sikorsky CH-53K King Stallion         | Stati Uniti | elicottero da trasporto pesante                                     | CH-53K                                           | 0                  | 12 CH-53K selezionati il 28 novembre 2021 ed ordinati nel dicembre successivo, dopo che a luglio dello stesso anno, il Dipartimento della Difesa USA, aveva approvato la possibile vendita di 18 elicotteri per 3,4 miliardi di dollari. Le consegne dovrebbero avvenire tra il 2023 e il 2025. Al momento dell'ordine, il Governo israeliano ha garantito la copertura finanziaria necessaria all’acquisto di 12 elicotteri, pari a circa 2,4 miliardi di dollari, mentre è probabile che l’acquisizione dei restanti 6 esemplari venga formalizzata con un nuovo contratto verso la fine del 2022. Il 15 febbraio è stato finanziato l'acquisto dei primi 4 dei 12 CH-53K selezionati. |          |
| Bell OH-58 Saifan                     | Stati Uniti | elicottero da addestramento                                         | OH-58B                                           | 4                  | |          |
| AgustaWestland AW119 Koala            | Italia      | elicottero da addestramento                                         | AW-199Kx                                         | 1                  | 7 AW-119Kx ordinati a febbraio 2019 che saranno utilizzati per compiti addestrativi. Ulteriori 5 esemplari sono stati ordinati il 22 settembre 2020, portando a 12 il numero degli esemplari ordinati. Primo esemplare consegnato il 24 novembre 2024. |          |

## Aeromobili ritirati
- Dornier Do 28 Agur
- Boeing 707/VC-707 Re'em
- Beech A36 Hofit
- Avia S-199 Sakeen ("Coltello")
- Bell AH-1E/F/G/S Tzefa (?-2013)[69]
- Boeing B-17 Flying Fortress (Bombardiere pesante quadrimotore)
- Bristol Beaufighter
- Dassault Mirage IIIC Shahak
- Dassault MD 454 Mystère IV
- Dassault Ouragan
- Dassault Super Mystère B.2
- de Havilland Mosquito
- Douglas A-4H Skyhawk - 253 esemplari (1966-2015)[70]
- Douglas TA-4H Ayit - 25 esemplari (1966-2015)[70][71]
- General Dynamics F-16C block-30 "Barak 1" - 81 esemplari (1987-2024)[13][12]
- General Dynamics F-16A/B "Netz" - 75 esemplari (1982-2016)[72][73][74][13]
- Gloster Meteor
- IAI Kfir C.1/C.2/C.7/TC.7
- Israel Aircraft Industries Nesher
- McDonnell Douglas F-15A/B Baz
- McDonnell Douglas F-4E Kurnass
- North American P-51 Mustang
- SNCASO SO-4050 Vautour
- Supermarine Spitfire
- IAI-1124 Shahaf

### Utility
- Aérospatiale Socata Rallye
- Auster Primus
- Beechcraft B-80 Zamir ("Usignolo")
- de Havilland DH.89 Dragon Rapide
- Dornier Do 27 Dror ("Passero")
- Dornier Do 28 Agur ("Gru")
- Grumman G-44 Widgeon
- Grumman OV-1 Atalef ("Pipistrello")
- Miles M.57 Aerovan
- Noorduyn UC-64A Norseman
- Nord 1203 Norécrin II
- Nord 2501 Noratlas
- Pilatus Britten-Norman Islander
- Pilatus PC-6A Turbo Porter
- Taylorcraft BL

### Trasporto/ricognizione
- Boeing 377 Anak ("Gigante")
- Cessna 180
- Cessna 206
- Consolidated PBY-5A Catalina
- Curtiss C-46 Commando
- Douglas C-47 Dakota
- Douglas C-54 Skymaster
- Douglas DC-5
- Grumman E-2C Daya ("Aquilone") - disponeva di 4 apparecchi, 3 dei quali ceduti all'Aviazione di marina messicana dopo un aggiornamento nel 2004.[75]
- Arava
- Lockheed 18 Lodestar
- Lockheed Constellation
- Lockheed Hudson
- RWD-13
- RWD-15

### Addestramento
- Fouga CM-170 Tzukit - Radiati nel 2010.
- Airspeed AS65 Consul
- Avro Anson
- Boeing Stearman (PT-13 Kaydet)
- de Havilland DH.82 Tiger Moth
- de Havilland Canada DHC-1 Chipmunk
- Fokker S-11 Instructor
- North American AT-6 Harvard
- Piaggio P.149D
- Piper PA-18 Super Cub
- Republic RC-3 Seabee
- Temco TE-1A Buckaroo
- Vultee BT-13 Valiant

### Elicotteri
- Aérospatiale SA 366G Dolphin - 2 esemplari (1985-1997)[76]
- Aérospatiale SA-321K Tzir'a ("Vespa")
- Aérospatiale SE.3130 Alouette II
- Bell 47
- Bell 212 Anafa ("Airone")
- Bell UH-1 Iroquois
- Hiller 360
- Hughes Lahatut ("Sleight of Hand")
- Sikorsky CH-53 Yas'ur ("Petrel")
- Sikorsky S-55 Chickasaw
- Sikorsky S-58 Choctaw

### Altri
- Israel Aircraft Industries Scout (UAV)
- Northrop Chukar - Designazione israeliana: "Telem" ("Furrow")
- Ryan BQM-34A Firebee (UAV) - Designazione israeliana: "Mabat" ("Gaze")
- Ryan BQM-34E/F Firebee II (UAV) - Designazione israeliana: "Shadmit" ("Pratincole")

### Prede belliche
- Aérospatiale SA-342 Gazelle
- Beneš Mraz Sokol
- Fairchild F24R Argus
- Heliopolis Gomhouria
- Mikoyan-Gurevich MiG-15 "Fagot"
- Mikoyan-Gurevich MiG-17 "Fresco"
- Mikoyan-Gurevich MiG-21 "Fishbed"
- Mikoyan-Gurevich MiG-23 "Flogger"
- Mil Mi-8 "Hip"
- Yakovlev Yak-11 "Moose"

## Sistemi missilistici
- General Dynamics Stinger
- Israel Aerospace Industries Arrow Interceptor ("Til Hetz") - anti-ballistic missile system
- Jericho I/II/III - medium-range ballistic missiles armato con testata nucleare
- Raytheon MIM-23 Hawk
- Raytheon MIM-104 Patriot

### Sistemi spaziali
- Amos (1, 2) - Satellite per le comunicazioni
- EROS (A, B) - Satellite per le osservazioni terrestri
- Ofeq (1, 2, 3, 4, 5, 6) - Serie di satelliti per le ricognizioni
- Shavit - Veicolo di lancio spaziale

## Basi aeree
- Aeroporto Internazionale Ben Gurion
- Hatzerim Airbase
- Hatzor Airbase
- Megiddo Airport
- Nevatim Airbase
- Aeroporto di Ovda
- Base aerea di Palmachim
- Ramat David Airbase
- Ramon Airbase
- Sde Dov Airport
- Sedot Mikha Airbase
- Tel Nof Airbase